# Liste der Kreisstraßen in Ulm
Die Liste der Kreisstraßen in Ulm ist eine Auflistung der Kreisstraßen im baden-württembergischen Stadtkreis Ulm.

## Abkürzungen
- K: Kreisstraße
- L: Landesstraße

## Liste
Die Kreisstraßen behalten die ihnen zugewiesene Nummer nicht bei einem Wechsel in einen anderen Stadt- oder Landkreis. Nicht vorhandene bzw. nicht nachgewiesene Kreisstraßen werden in Kursivdruck gekennzeichnet, ebenso Straßen und Straßenabschnitte, die unabhängig vom Grund (Herabstufung zu einer Gemeindestraße oder Höherstufung) keine Kreisstraßen mehr sind.
Der Straßenverlauf wird in der Regel von Nord nach Süd und von West nach Ost angegeben.
| Nr.    | Verlauf |
| ------ | --- |
| K 9901 | /L 1165 – Junginger Straße – Loherstraße – K 9915 – Lehrer-Tal-Weg – Kienlesbergstraße – |
| K 9902 | L 1239 – Kiesentalstraße – Alte Straße – K 9912 |
| K 9903 | (K 7381 im Alb-Donau-Kreis) – Stadtgrenze – In der Wanne – Lupferbrücke – |
| K 9904 | K 9905 in Ulm-Allewind – Ortsstraße – Ulm-Harthausen – Harthauser Straße – K 9915 |
| K 9905 | L 1244 in Ulm-Salenhau – K 9904 in Ulm-Allewind – Ulm-Schaffelkingen – Bergstraße – Kirchstraße – Rathausstraße – K 9915 |
| K 9906 | /K 9915 – Laupheimer Straße – An der Zollbrücke – Bertholdstraße – K 9916 – Bertholdstraße – Alb-Donau-Straße – L 240 – Dellmensinger Straße – Stadtgrenze – (K 7374 im Alb-Donau-Kreis) |
| K 9907 | L 260 – Gögglinger Straße – Wiblinger Ring – Unterweilerstraße – Ulm-Ziegelhütte – L 240 |
| K 9909 | K 9916 – Ringinger Straße – Stadtgrenze – (K 7360 im Alb-Donau-Kreis) |
| K 9910 | L 240 – Humlanger Straße – Stadtgrenze – (K 7369 im Alb-Donau-Kreis) |
| K 9911 | L 1165 – Stelzenäcker – Stuttgarter Straße – K 9912 – L 1165 – Stuttgarter Straße – – Stuttgarter Straße – K 9915 – Stuttgarter Straße – |
| K 9912 | (K 7405 im Alb-Donau-Kreis) – Stadtgrenze – Ulm-Schammental – (K 7388 im Alb-Donau-Kreis) – Schammental – K 9912 – Talstraße – K 9915 |
| K 9913 | (NU 13 im Landkreis Neu-Ulm, Bayern) – Landesgrenze – Talfinger Uferstraße – K 9915 – Böflinger Straße – Wielandstraße – L 2021 |
| K 9914 | L 1165 – Ehmannstraße – Elchstraße – Haslacher Straße – An der Eisenbahn – |
| K 9915 | K 9913 – Böfinger Steige – Eberhard-Finckh-Straße – – Heidenheimer Straße – Berliner Ring – K 9911 – Berliner Ring – – Berliner Ring – K 9901 – Berliner Ring – K 9912 – Berliner Ring – Kurt-Schumacher-Ring – – Kurt-Schumacher-Ring – K 9904 – Kurt-Schumacher-Ring – Kuhbergring – K 9905 – Kuhbergring – – Kuhbergring – Wiblinger Allee – K 9906 – Wiblinger Allee – /K 9906/L 260 |
| K 9916 | (K 7411 im Alb-Donau-Kreis) – Stadtgrenze – Schleichtalstraße – Stadtgrenze – (K 7411 im Alb-Donau-Kreis) – Stadtgrenze – Schleichtalstraße – K 9909 – Ringinger Straße – L 1244 |